# WTA Elite Trophy 2015
El WTA Elite Trophy 2015, és un esdeveniment de tennis femení que va reunir dotze tennistes individuals i sis parelles. Es tractava de l'edició inaugural i es va disputar sobre pista dura interior entre el 2 i el 8 de novembre de 2015 al Hengqin International Tennis Center de Zhuhai, Xina. Aquest torneig va substituir el WTA Tournament of Champions celebrat en els darrers anys.
La tennista estatunidenca Venus Williams va guanyar el tercer títol de l'any. Els punts aconseguits li van permetre retornar al Top 10 després de 4 anys i mig, esdevenint la tennista més veterana (35 anys) al Top 10 des de Martina Navrátilová el 1995.

## Format
En categoria individual es van escollir les onze millors tennistes segons els rànquing WTA que no es van classificar pel torneig WTA Finals 2015 i una tennista convidada per l'organització del torneig. Les dotze tennistes es van dividir en quatre grups de tres tennista per disputar una ronda en format Round Robin. Les quatre tennista millors classificades d'aquesta fase es van classificar per semifinals, i les dues guanyadores es van enfrontar en la final.
En cas dels dobles, es van escollir les quatre millors parelles que no es van classificar pel WTA Finals 2015 i dues parelles convidades. Es van dividir en dos grups de tres parelles, i les dues guanyadores d'aquesta fase es van classificar directament per la final.

## Individual

### Classificació
| Rq   | Tennista             | Grand Slam | Grand Slam | Grand Slam | Grand Slam | Premier Mandatory | Premier Mandatory | Premier Mandatory | Premier Mandatory | Millors Premier 5 | Millors Premier 5 | Altres millors resultats | Altres millors resultats | Altres millors resultats | Altres millors resultats | Altres millors resultats | Altres millors resultats | Punts | Torn. |
| ---- | -------------------- | ---------- | ---------- | ---------- | ---------- | ----------------- | ----------------- | ----------------- | ----------------- | ----------------- | ----------------- | ------------------------ | ------------------------ | ------------------------ | ------------------------ | ------------------------ | ------------------------ | ----- | ----- |
| Rq   | Tennista             | AUS        | RG         | WIM        | USO        | INW               | MIA               | MAD               | PEQ               | 1                 | 2                 | 1                        | 2                        | 3                        | 4                        | 5                        | 6                        | Punts | Torn. |
| 10   | Timea Bacsinszky     | R32 130    | SF 780     | QF 430     | R128 10    | QF 215            | A 0               | R64 10            | F 650             | R16 105           | R64 1             | G 280                    | G 280                    | F 180                    | QF 60                    | R64 1                    | R32 1                    | 3.133 | 17    |
| 11   | Venus Williams       | QF 430     | R128 10    | R16 240    | QF 430     | A 0               | QF 215            | R64 10            | R32 10            | G 900             | R16 105           | G 280                    | SF 185                   | SF 110                   | R16 105                  | R32 60                   | R64 1                    | 3.091 | 17    |
| 12   | Carla Suárez Navarro | R128 10    | R32 130    | R128 10    | R128 10    | QF 215            | F 650             | QF 215            | R16 120           | F 585             | QF 190            | F 305                    | SF 185                   | R16 105                  | QF 100                   | QF 100                   | QF 100                   | 3.030 | 24    |
| 13   | Karolína Plíšková    | R32 130    | R64 70     | R64 70     | R128 10    | R16 120           | QF 215            | R32 65            | R64 10            | F 585             | QF 190            | F 305                    | F 305                    | F 305                    | G 280                    | SF 185                   | SF 110                   | 2.955 | 25    |
| 14   | Belinda Bencic       | R128 10    | R64 70     | R16 240    | R32 130    | R16 120           | R16 120           | R64 10            | R32 65            | G 900             | R16 105           | G 470                    | F 305                    | F 180                    | R32 60                   | R32 60                   | R16 55                   | 2.900 | 24    |
| 15   | Roberta Vinci        | R64 70     | R128 10    | R128 10    | F 1300     | R64 35            | R64 10            | R16 120           | R16 120           | SF 350            | QF 190            | F 180                    | R16 80                   | QF 60                    | QF 60                    | R16 30                   | R16 30                   | 2.655 | 24    |
| 16   | Ana Ivanović         | R128 10    | SF 780     | R64 70     | R128 10    | R32 65            | R32 65            | R16 120           | SF 390            | QF 190            | QF 190            | F 305                    | SF 110                   | R16 105                  | R16 105                  | QF 100                   | R16 30                   | 2.645 | 19    |
| 17   | Caroline Wozniacki   | R64 70     | R64 70     | R16 240    | R64 70     | R32 65            | R16 120           | QF 215            | R16 120           | SF 350            | R32 1             | F 305                    | G 280                    | SF 185                   | SF 185                   | SF 185                   | F 180                    | 2.641 | 23    |
| 18   | Sara Errani          | R32 130    | QF 430     | R64 70     | R32 130    | R32 65            | R16 120           | R32 65            | QF 215            | SF 350            | R32 60            | G 280                    | F 180                    | SF 110                   | SF 185                   | SF 185                   | QF 100                   | 2.525 | 25    |
| 19   | Madison Keys         | SF 780     | R32 130    | QF 430     | R16 240    | R32 65            | R64 10            | R64 10            | R16 120           | R32 60            | R32 60            | F 305                    | QF 60                    | R32 60                   | R16 55                   | R16 55                   | R16 55                   | 2.495 | 18    |
| 20   | Elina Svitolina      | R32 130    | QF 430     | R64 70     | R32 130    | R16 120           | R32 65            | R32 65            | R32 65            | SF 350            | R16 105           | G 280                    | SF 185                   | SF 185                   | SF 110                   | R32 60                   | R32 60                   | 2.410 | 24    |
| 21   | Jelena Janković      | R128 10    | R128 10    | R16 240    | R128 10    | F 650             | R64 10            | A 0               | R64 10            | SF 350            | R16 105           | G 280                    | G 280                    | G 160                    | SF 110                   | QF 60                    | QF 60                    | 2.345 | 24    |
| 22   | Viktória Azàrenka    | R16 240    | R32 130    | QF 430     | QF 430     | R32 65            | R32 65            | R16 120           | A 0               | QF 190            | R16 105           | F 305                    | R16 105                  | R32 60                   | R32 30                   | R32 1                    |                          | 2.276 | 15    |
| 23   | Iekaterina Makàrova  | SF 780     | R16 240    | R64 70     | R16 240    | R32 65            | R16 120           | R64 10            | A 0               | QF 190            | R16 105           | SF 110                   | QF 100                   | R32 60                   | R16 55                   | R16 55                   | R16 1                    | 2.201 | 17    |
| 24   | Andrea Petkovic      | R128 10    | R32 130    | R32 130    | R32 130    | R64 10            | SF 390            | R32 65            | R16 120           | QF 105            | R16 105           | G 470                    | SF 185                   | QF 100                   | QF 100                   | R16 55                   | R64 1                    | 2.106 | 24    |
| 25   | Samantha Stosur      | R64 70     | R32 130    | R32 130    | R16 240    | R32 65            | R32 65            | R16 120           | R32 65            | R16 60            | R32 30            | G 280                    | G 280                    | SF 110                   | SF 110                   | R16 55                   | R16 55                   | 1.865 | 24    |
| 26   | Svetlana Kuznetsova  | R128 10    | R64 70     | R64 70     | R16 240    | R128 10           | R16 120           | F 650             | R16 120           | R16 60            | R64 1             | G 470                    | QF 280                   | R16 55                   | R16 55                   | R16 30                   | R32 1                    | 1.847 | 19    |
| Inv. | Zheng Saisai         | R128 10    | R128 10    | R128 10    | R128 10    | R128 10           | R64 20            | A 0               | R64 10            | R64 1             | R64 13            | G 160                    | G 115                    | G 115                    | SF 110                   | QF 60                    | QF 60                    | 789   | 26    |

### Fase grups

#### Grup U
| CS    | Jugadora       | V. Williams      | M. Keys          | S. Zheng      | V − D | Sets  | Jocs    | Pos. |
| 1     | Venus Williams |                  | 3−6, 7−6(5), 6−1 | 4−6, 6−1, 6−1 | 2 − 0 | 4 − 2 | 32 − 21 | 1    |
| 7     | Madison Keys   | 6−3, 6−7(5), 1−6 |                  | 6−3, 6−2      | 1 − 1 | 3 − 2 | 25 − 21 | 2    |
| 12/WC | Zheng Saisai   | 6−4, 1−6, 1−6    | 3−6, 2−6         |               | 0 − 2 | 2 − 5 | 13 − 28 | 3    |

#### Grup Dos
| CS | Jugadora             | C. Suárez Navarro | E. Svitolina     | A. Petkovic | V − D | Sets  | Jocs    | Pos. |
| 2  | Carla Suárez Navarro |                   | 7−6(4), 1−6, 3−6 | 6−0, 6−0    | 1 − 1 | 3 − 2 | 23 − 18 | 2    |
| 8  | Elina Svitolina      | 6−7(4), 6−1, 6−3  |                  | 7−6(4), 6−3 | 2 − 0 | 4 − 1 | 31 − 20 | 1    |
| 10 | Andrea Petkovic      | 0−6, 0−6          | 6−7(4), 3−6      |             | 0 − 2 | 0 − 4 | 9 − 25  | 3    |

#### Grup Tres
| CS | Jugadora          | K. Plíšková   | S. Errani | J. Janković   | V − D | Sets  | Jocs    | Pos. |
| 3  | Karolína Plíšková |               | 6−0, 6−3  | 6−4, 3−6, 6−2 | 2 − 0 | 4 − 1 | 27 − 15 | 1    |
| 6  | Sara Errani       | 0−6, 3−6      |           | 4−6, 5−7      | 0 − 2 | 0 − 4 | 12 − 25 | 3    |
| 9  | Jelena Janković   | 4−6, 6−3, 2−6 | 6−4, 7−5  |               | 1 − 1 | 3 − 2 | 25 − 24 | 2    |

#### Grup Quatre
| CS    | Jugadora                            | R. Vinci               | C. Wozniacki A.K. Schmiedlová | S. Kuznetsova        | V − D       | Sets        | Jocs         | Pos. |
| 4     | Roberta Vinci                       |                        | 1−6, 0−6 (Schmiedlová)        | 6−4, 6−4             | 1 − 1       | 2 − 2       | 13 − 20      | 1    |
| 5 Alt | Caroline Wozniacki A.K. Schmiedlová | 6−1, 6−0 (Schmiedlová) |                               | 5−7, 2−2 (Wozniacki) | 0 − 1 1 − 0 | 0 − 2 2 − 0 | 7 − 9 12 − 1 | R 3  |
| 11    | Svetlana Kuznetsova                 | 4−6, 4−6               | 7−5, 2−2 (Wozniacki)          |                      | 1 − 1       | 2 − 2       | 17 − 19      | 2    |

- L'eslovaca Anna Karolína Schmiedlová va substituir la danesa Caroline Wozniacki, que es va retirar per lesió després del primer partit.

### Fase final
|  | Semifinals | Semifinals      | Semifinals        | Semifinals | Semifinals |                   |                | Final | Final | Final | Final | Final |
|  |            |                 |                   |            |            |                   |                |       |       |       |       |       |
|  | 1          | Venus Williams  | 6                 | 6          |            |                   |                |       |       |       |       |       |
|  | 4          | Roberta Vinci   | 2                 | 2          |            |                   |                |       |       |       |       |       |
|  | 4          | Roberta Vinci   | 2                 | 2          |            | 1                 | Venus Williams | 7     | 7     |       |       |       |
|  |            |                 |                   |            |            | 1                 | Venus Williams | 7     | 7     |       |       |       |
|  |            | 3               | Karolína Plíšková | 5          | 6⁶         |                   |                |       |       |       |       |       |
|  | 3          | 3               | Karolína Plíšková | 5          | 6⁶         | Karolína Plíšková | 6              | 6     |       |       |       |       |
|  | 3          |                 |                   |            |            | Karolína Plíšková | 6              | 6     |       |       |       |       |
|  | 8          | Elina Svitolina | 3                 | 1          |            |                   |                |       |       |       |       |       |

## Dobles

### Classificació
| Rq | Tennista                                       | Millors resultats | Millors resultats | Millors resultats | Millors resultats | Millors resultats | Millors resultats | Millors resultats | Millors resultats | Millors resultats | Millors resultats | Millors resultats | Punts | Torn. |
| Rq | Tennista                                       | 1                 | 2                 | 3                 | 4                 | 5                 | 6                 | 7                 | 8                 | 9                 | 10                | 11                | Punts | Torn. |
| -- | ---------------------------------------------- | ----------------- | ----------------- | ----------------- | ----------------- | ----------------- | ----------------- | ----------------- | ----------------- | ----------------- | ----------------- | ----------------- | ----- | ----- |
| 11 | Alla Kudryavtseva Anastasia Pavlyuchenkova     | QF 430            | SF 350            | SF 350            | R16 240           | R16 240           | SF 185            | R32 130           | R16 120           | R16 120           | R16 120           | R16 120           | 2.405 | 14    |
| 12 | Michaëlla Krajicek Barbora Strýcová            | SF 780            | QF 430            | R16 240           | R32 130           | SF 185            | R16 120           | R16 105           | R16 105           | QF 100            | R32 10            | R32 10            | 2.325 | 14    |
| 13 | Chan Yung-jan Zheng Jie                        | F 1300            | F 305             | R16 240           | SF 185            | SF 110            | R64 10            | R32 1             |                   |                   |                   |                   | 2.151 | 7     |
| 14 | Kiki Bertens Johanna Larsson                   | QF 430            | G 280             | G 280             | R16 240           | F 180             | SF 110            | SF 110            | SF 110            | QF 60             | R64 10            | R16 1             | 1.811 | 11    |
| 15 | Anabel Medina Garrigues Arantxa Parra Santonja | G 470             | F 305             | R16 240           | F 180             | R32 130           | R16 105           | R16 105           | R16 105           | QF 100            | R32 10            | R16 1             | 1.751 | 14    |
| 16 | Gabriela Dabrowski Alicja Rosolska             | G 280             | R16 240           | QF 190            | QF 190            | SF 185            | R16 120           | R16 120           | QF 60             | R64 10            | R64 10            | R64 10            | 1.415 | 20    |
| 17 | Hsieh Su-wei Flavia Pennetta                   | QF 430            | QF 430            | QF 215            | QF 190            | R16 120           | R32 10            |                   |                   |                   |                   |                   | 1.395 | 6     |
| 18 | Anastassia Rodiónova Arina Rodionova           | R16 240           | QF 215            | QF 190            | F 180             | R32 130           | R32 130           | SF 110            | QF 100            | QF 60             | R32 10            | R32 10            | 1.375 | 16    |
| 19 | Klaudia Jans-Ignacik Andreja Klepač            | QF 430            | SF 390            | R16 120           | R16 120           | QF 100            | QF 100            | SF 57             | R64 10            | R64 10            | R16 1             | R16 1             | 1.339 | 14    |
| 20 | Sara Errani Flavia Pennetta                    | SF 780            | QF 190            | QF 190            | R16 120           |                   |                   |                   |                   |                   |                   |                   | 1.280 | 4     |
| 21 | Liudmila Kitxenok Nadia Kitxenok               | G 280             | R32 130           | R16 120           | SF 110            | SF 110            | R16 105           | QF 100            | G 80              | G 80              | QF 60             | QF 60             | 1.235 | 13    |

### Fase grups

#### Grup U
| CS   | Jugadora                            | K. Jans-Ignacik A. Klepač | C. Liang Y. Wang    | L. Kitxenok N. Kitxenok | V − D | Sets  | Jocs    | Pos. |
| 1    | Klaudia Jans-Ignacik Andreja Klepač |                           | 6−7(6), 3−6         | 6−7(3), 1−6             | 0 − 2 | 0 − 4 | 16 − 26 | 3    |
| 4/WC | Liang Chen Wang Yafan               | 7−6(6), 6−3               |                     | 6−7(3), 6−4, [10−6]     | 4 − 0 | 2 − 1 | 26 − 20 | 1    |
| 5    | Liudmila Kitxenok Nadia Kitxenok    | 7−6(3), 6−1               | 7−6(3), 4−6, [6−10] |                         | 1 − 1 | 3 − 2 | 24 − 20 | 2    |

#### Grup Dos
| CS   | Jugadora                                       | A. Medina Garrigues A. Parra Santonja | G. Dabrowski A. Rosolska | S. Xu X. You        | V − D | Sets  | Jocs    | Pos. |
| 2    | Anabel Medina Garrigues Arantxa Parra Santonja |                                       | 6−3, 6−2                 | 1−6, 6−3, [10−3]    | 2 − 0 | 4 − 1 | 20 − 14 | 1    |
| 3    | Gabriela Dabrowski Alicja Rosolska             | 3−6, 2−6                              |                          | 7−6(2), 4−6, [5−10] | 0 − 2 | 1 − 4 | 16 − 25 | 3    |
| 6/WC | Xu Shilin You Xiaodi                           | 6−1, 3−6, [3−10]                      | 7–6(2), 4–6, [10–5]      |                     | 1 − 1 | 3 − 3 | 22 − 19 | 2    |

### Final
| Final |                                                |   |   |  |
|       |                                                |   |   |  |
| 4/WC  | Liang Chen Wang Yafan                          | 6 | 6 |  |
| 2     | Anabel Medina Garrigues Arantxa Parra Santonja | 4 | 3 |  |